# Ned Luke
Ned Armstrong Luke (Danville, 4 ottobre 1958) è un attore e doppiatore statunitense, famoso per essere il doppiatore di uno dei tre protagonisti del videogioco Grand Theft Auto V, Michael De Santa.

## Vita privata
Il 12 novembre 1997 Ned è convolato a nozze con Amy Sax, un'istruttrice di yoga. La coppia ha avuto un figlio, nato nel 2002. È il nipote dell'attore Paul Birch.

## Filmografia parziale

### Cinema
- Rover e Daisy, regia di James L. George e Bob Seeley (1991)
- Il professore matto, regia di Tom Shadyac (1996)
- On the line, regia di Eloide Keene (1997)
- Space Retro, regia di  Joe Pytka (1997)
- Nate The Animals, regia di Andy Wachowski (2001)

### Televisione
- Sentieri (Guiding Light) - Soap opera, 2 puntate (1994)
- Murder One - Serie TV, 1 puntata (1996)
- General Hospital - Serial TV, 2 puntate (1999)
- Jarod il camaleonte (The Pretender) - Serie TV, 1 puntata (2000)
- Un detective in corsia (Diagnosis: Murder) - Serie TV, 1 puntata (2000)
- Squadra emergenza (Third Watch) - Serie TV, 1 puntata (2004)
- Così gira il mondo (As the World Turns) - Serie TV, 2 puntate (2005)
- Jonny Zero - Serie TV, 1 puntata (2005)
- La valle dei pini (All My Children) - Serial TV, 3 puntate (2002 - 2005)
- Law & Order - I due volti della giustizia (Law & Order) - Serie TV, 1 puntata (2005)
- Law & Order - Unità vittime speciali (Law & Order: Special Victims Unit) - Serie TV, 3 puntate (2002 - 2003, 2013)
- Boardwalk Empire - L'impero del crimine (Boardwalk Empire) - Serie TV, 1 puntata (2013)

### Doppiaggio
- Raffles in Rover e Daisy
- Bowser in Space Retro
- Michael De Santa in Grand Theft Auto V (videogioco)

## Doppiatori italiani
- Fabrizio Temperini in Rover e Daisy